# Маттіас і Максим
«Маттіас і Максим» (фр. Mathias & Maxime) — канадський драматичний фільм, режисера і сценариста Ксав'є Долана.
Світова прем'єра стрічки відбулася 22 травня 2019 року на 72-му Каннському міжнародному кінофестивалі, де вона брала участь в основній конкурсній програмі у змаганні за Золоту пальмову гілку

## У ролях
- Ксав'є Долан — Макс
- П'єр-Люк Фанк — Метт
- Антуан Пілон — Брас
- Самюель Готьє — Франк
- Адіб Алькаді — Шаріфф
- Катрін Брюне — Ліза
- Мерилін Кастонгуей — Сара
- Мішлін Бернард — Франсін
- Енн Дорваль — Манон
- Гарріс Дікінсон — Макефі

## Виробництво
У січні 2018 року було оголошено, що Долан займеться режисурою та продюсуванням фільму за власним сценарієм, в якому також виконає провідну роль спільно з Енн Дорваль. У серпні 2018 року до акторського складу приєдналися П'єр-Люк Фанк та Мішлін Бернард.
Зйомки фільму почалися 15 серпня 2018 року в провінції Квебек, Канада.

## Нагороди та номінації
| Список нагород та номінацій              | Список нагород та номінацій | Список нагород та номінацій | Список нагород та номінацій | Список нагород та номінацій | Список нагород та номінацій |
| Кінофестиваль/Кінопремія                 | Рік                         | Категорія                   | Номінант(и)                 | Результат                   | Дж                          |
| ---------------------------------------- | --------------------------- | --------------------------- | --------------------------- | --------------------------- | --------------------------- |
| 72-й Каннський міжнародний кінофестиваль | 2019                        | Золота пальмова гілка       | Маттіас і Максим            | Номінація                   | [ 3 ]                       |